# Lúčka (okres Levoča)
Lúčka (Hongaars: Szepesrét) is een Slowaakse gemeente in de regio Prešov, en maakt deel uit van het district Levoča.
Lúčka telt 520 inwoners.